# توماس ر. أندروود
توماس ر. أندروود (بالإنجليزية: Thomas R. Underwood)‏ هو مُحرِّر ومدير وصحفي وسياسي أمريكي، ولد في 3 مارس 1898 في هوبكينزفيل في الولايات المتحدة، وتوفي في 29 يونيو 1956 في ليكسينغتون في الولايات المتحدة. حزبياً، نشط في الحزب الديمقراطي. وقد انتخب عضو مجلس النواب الأمريكي وانتخب عضو مجلس الشيوخ الأمريكي عن دائرة كنتاكي.